# Volby do Národního shromáždění Francouzské republiky 2024

Výsledky prvního kola

Předčasné parlamentní volby ve Francii se konaly ve dvou kolech 30. června a 7. července 2024. Bylo v nich zvoleno 577 členů 17. Národního shromáždění Páté Francouzské republiky.
Prezident Emmanuel Macron se rozhodl vyhlásit předčasné parlamentní volby poté, co byly oznámeny výsledky francouzských voleb do Evropského parlamentu v červnu 2024. Koalice vedená prezidentovým hnutím Obnova v nich získala 14,6 % hlasů. Byla tak výrazně poražena krajně pravicovým Národním sdružením (RN), které obdrželo 31,5 % hlasů.
Volby probíhaly ve dvoukolovém volebním systému, kdy v prvním kole byl zvolen pouze kandidát, který získal více než 50 % hlasů a zároveň 25 % hlasů všech oprávněných voličů. Do druhého kola postupovali dva nejúspěšnější kandidáti z prvního kola a případně také další kandidáti, kteří v prvním kole překročili hranici 12,5 % hlasů všech oprávněných voličů. Ve druhém kole pak mandát získal kandidát s nejvyšším počtem hlasů, nezávisle na procentu hlasů.
V prvním kole voleb bylo zvoleno 76 poslanců (asi 13 % mandátů), zvítězilo Národní sdružení, druhá skončila Nová lidová fronta, prezidentské Spolu získalo jen 2 mandáty. V druhém kole však zvítězila Nová lidová fronta následovaná Spolu, Národní sdružení skončilo třetí.
Celkem získalo Nová lidová fronta 178 mandátů, Spolu 150 mandátů a Národní sdružení 125 mandátů. Žádný ze subjektů se tak ani vzdáleně nepřiblížil většině 289 hlasů.

## Volby v roce 2022
V parlamentních volbách, které se konaly v červnu 2022, zvítězila koalice Spolu (tvořená mj. stranami Obnova a Demokratické hnutí). Druhé místo získala levicová koalice NUPES. Krajně pravicové Národní sdružení tehdy skončilo na třetím místě, což pro něj byl historický úspěch.

## Kandidáti
Do voleb kandidovalo přes 4 tis. kandidátů. Mezi nejdůležitější volební subjekty patřily:
- Nová lidová fronta - levicová koalice, mezi hlavní členské strany patří La France insoumise, Parti socialiste, Europe Écologie – Les Verts a Parti communiste français
- Spolu - středová koalice, mezi hlavní členské strany patří Obnova, Demokratické hnutí a Horizons
- Národní sdružení
- Les Républicains - bez kandidátů podporovaných Národním sdružením
- Union de l'extrême droite - tímto názvem ministerstvo označilo kandidáty Les Républicains podporované Národním sdružením

## Výsledky
|                            |                           |            |            |            |            |            |            |         |        |
| Navrhující strana          | Navrhující strana         | První kolo | První kolo | První kolo | Druhé kolo | Druhé kolo | Druhé kolo | Celkem  | Celkem |
| Navrhující strana          | Navrhující strana         | Hlasy      | %          | Mandáty    | Hlasy      | %          | Mandáty    | Mandáty | ±      |
|                            | Nová lidová fronta        | 8 995 226  | 28,1       | 32         | 7 005 494  | 25,7       | 146        | 178     | +47    |
|                            | Spolu                     | 6 425 707  | 20,0       | 2          | 6 314 608  | 23,2       | 148        | 150     | -95    |
|                            | Národní sdružení          | 9 379 092  | 26,3       | 37         | 8 745 135  | 32,1       | 88         | 125     | +36    |
|                            | Republikáni               | 2 106 166  | 6,6        | 1          | 1 474 721  | 5,4        | 38         | 39      | -22    |
|                            | Různí pravicoví           | 1 154 785  | 3,6        | 2          | 980 547    | 3,6        | 25         | 27      | +17    |
|                            | Union de l'extrême droite | 1 268 822  | 4,0        | 1          | 1 164 944  | 5,0        | 16         | 17      | +17    |
|                            | Různí levicoví            | 490 898    | 1,5        | 0          | 401 063    | 1,5        | 12         | 12      | -10    |
|                            | Ostatní kandidáti         | 2 237 248  | 7,0        | 1          | 995 540    | 3,7        | 28         | 29      |        |
| Celkem                     | Celkem                    | 32 057 944 | 100        | 76         | 27 281 981 | 100        | 501        | 577     | 0      |
| Neplatné a prázdné hlasy   | Neplatné a prázdné hlasy  | 850 711    | 2,6        | –          | 1 192 801  | –          | –          | –       | –      |
| Voliči v seznamu/účast     | Voliči v seznamu/účast    | 49 332 709 | 66,7       | –          | 43 328 539 | 63,0       | –          | –       | –      |
| Zdroj: Ministerstvo vnitra |                           |            |            |            |            |            |            |         |        |